# 波音KC-135空中加油機墜毀楚河州事故
波音KC-135空中加油機墜毀楚河州事故是指在2013年5月3日時，一架隸屬於美國空軍的波音KC-135空中加油機在吉爾吉斯楚河州彼爾姆區墜毀，造成飛機上3名機組人員全數死亡。

## 外部連結
- .   [2013-05-12]. （原始内容存档于2013-05-22）.